# Corry van Rhee-Oud Ammerveld
Cornelia Antoinette Albertha (Corry) van Rhee-Oud Ammerveld (Dordrecht, 6 december 1956) is een Nederlands politica en bestuurster. Ze is lid van de PvdA.

## Maatschappelijke en politieke carrière
Van Rhee-Oud Ammerveld begon haar loopbaan bij de gemeentepolitie als surveillant en werd later hoofdagent en rechercheur. Na de geboorte van haar kinderen werd zij vrijwilliger en later adjunct-directeur van bureau Vluchtelingen en Nieuwkomers Rivierenland. Van 2001 tot 2009 was zij beleidsadviseur/interim-manager (in onder meer Middelharnis, Amsterdam en Utrecht).
Van 2002 tot 2009 was zij gemeenteraadslid in Tiel namens de PvdA, waarvan de laatste vier jaar fractievoorzitter. Van 2009 tot 2017 was zij er wethouder economische zaken. Ook had zij ruimtelijke ordening, arbeidsmarktbeleid, waterbeleid en cultuurhistorie in haar portefeuille.

## Waarnemend burgemeester
Van 19 juni tot 21 november 2017 was Van Rhee-Oud Ammerveld waarnemend burgemeester van West Maas en Waal. Van 21 november 2017 tot 16 januari 2019 was ze waarnemend burgemeester van Scherpenzeel. Van 16 januari 2019 tot 22 maart 2023 was ze waarnemend burgemeester van Druten.
Van 5 juni tot 23 oktober 2023 was Van Rhee-Oud Ammerveld waarnemend burgemeester van Beuningen. Van 12 februari tot 21 november 2024 was ze waarnemend burgemeester van Rhenen.

## Privéleven
Van Rhee-Oud Ammerveld is getrouwd met Will van Rhee en heeft drie kinderen. Zij is geboren in Dordrecht en woonde vervolgens in Krimpen aan den IJssel en Rolde. Wegens werkverandering van haar man verhuisden zij in 1993 van Rolde naar Tiel.